# نهر جليم
نهر جليم (بالإنجليزية: River Glyme)‏ هو نهر يتواجد في مقاطعة أوكسفوردشاير بإنجلترا وهو أحد أفرع نهر إيفينلود. ينبع من منطقة شرق تشيبينج نورتون، ثم يتدفق باتجاه الجنوب الشرقي، يمر عبر بلدات مثل أولد تشالفورد وإنستون وكيدينغتون وجليمتون ووتون ووودستوك، ويمر أيضاً عبر بلينهايم بارك.
يقع سدود جليم في كليفيلي وكيدنجتون وجليمتون وبلينهايم. يعد الجزء العلوي من وادي جليم حول منابع النهر موقعًا ذا أهمية علمية خاصة .  حيثُ أن اسم النهر مشتق من الكلمة البريتونية التي تعني "التيار الساطع".

## معرض الصور

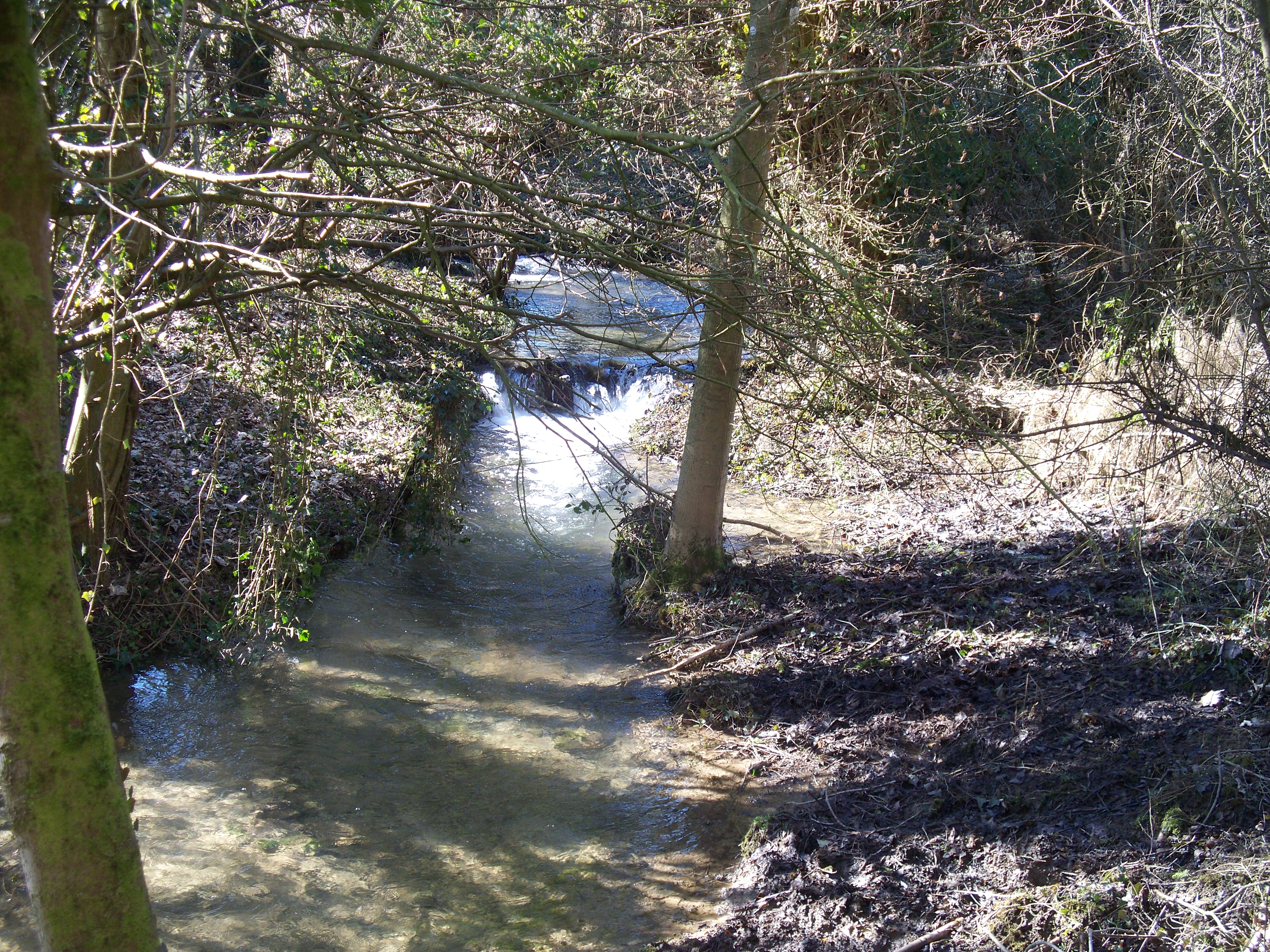
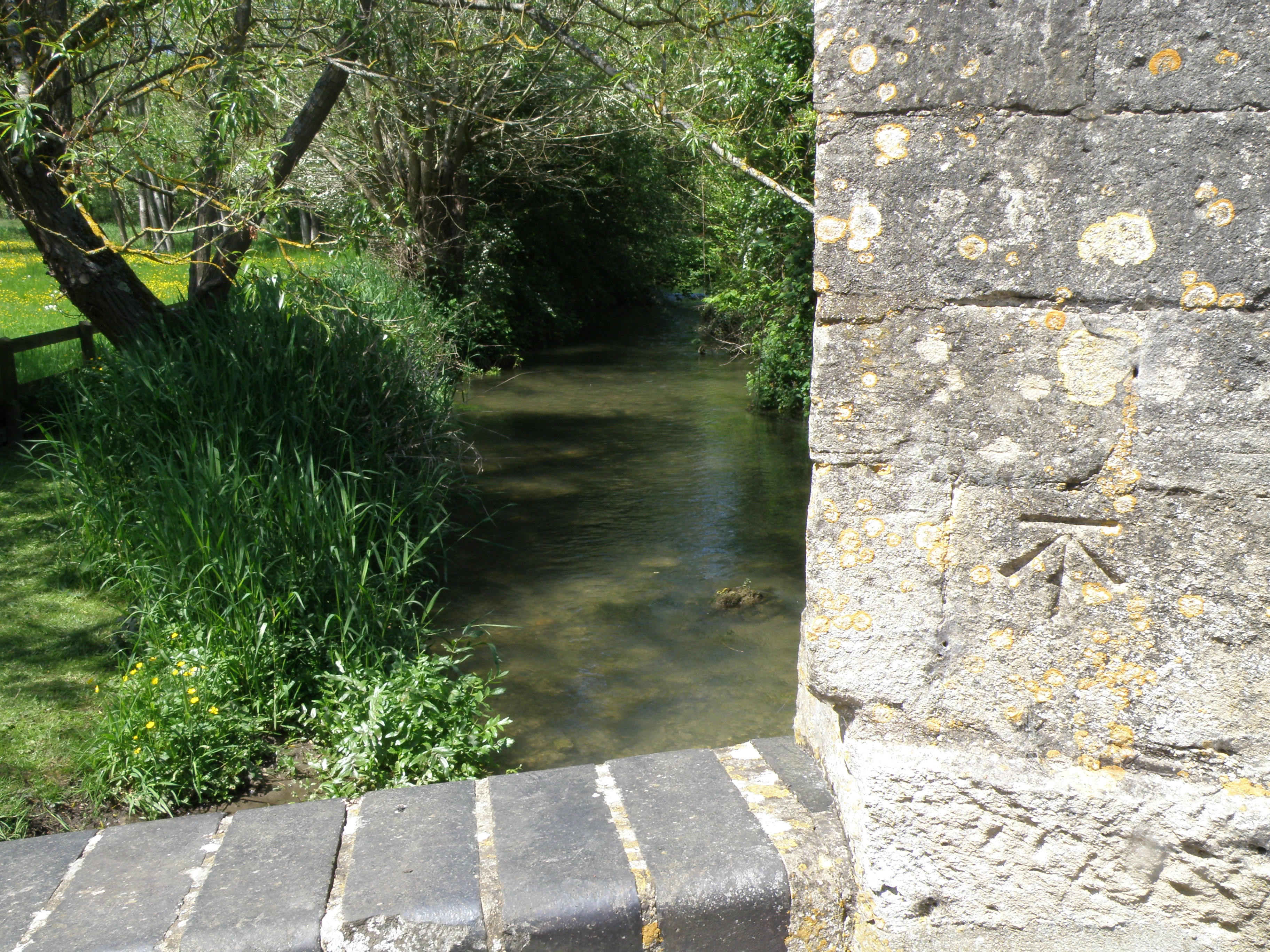
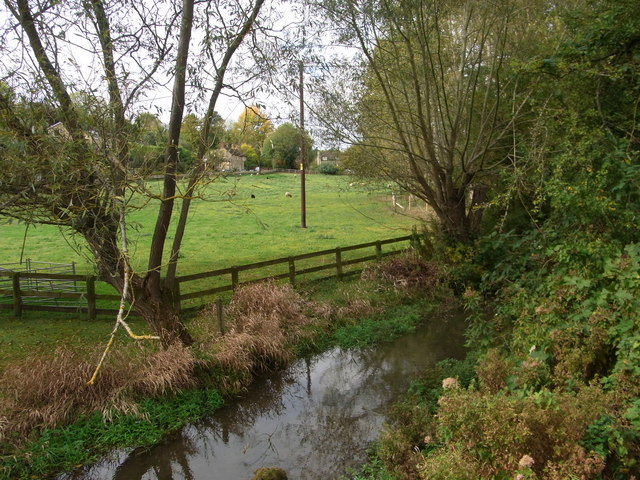
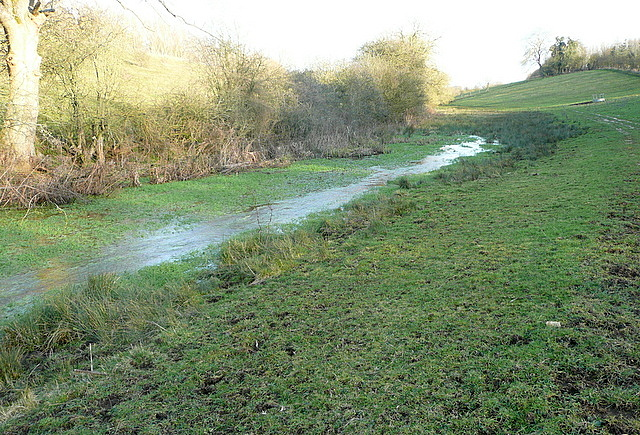
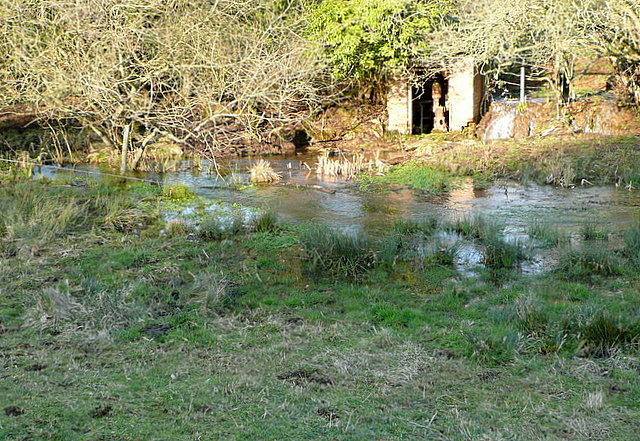
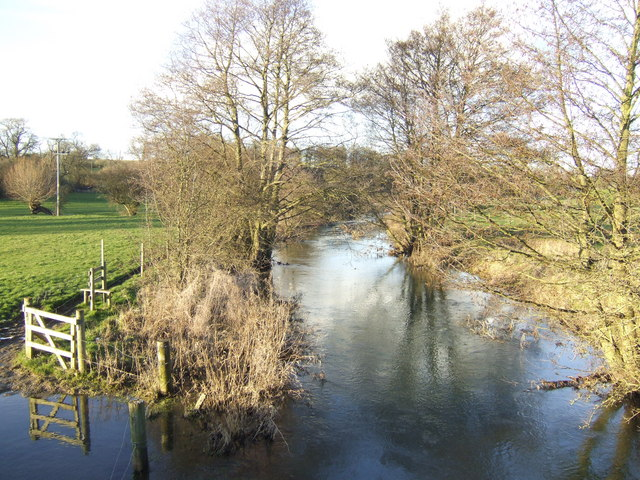
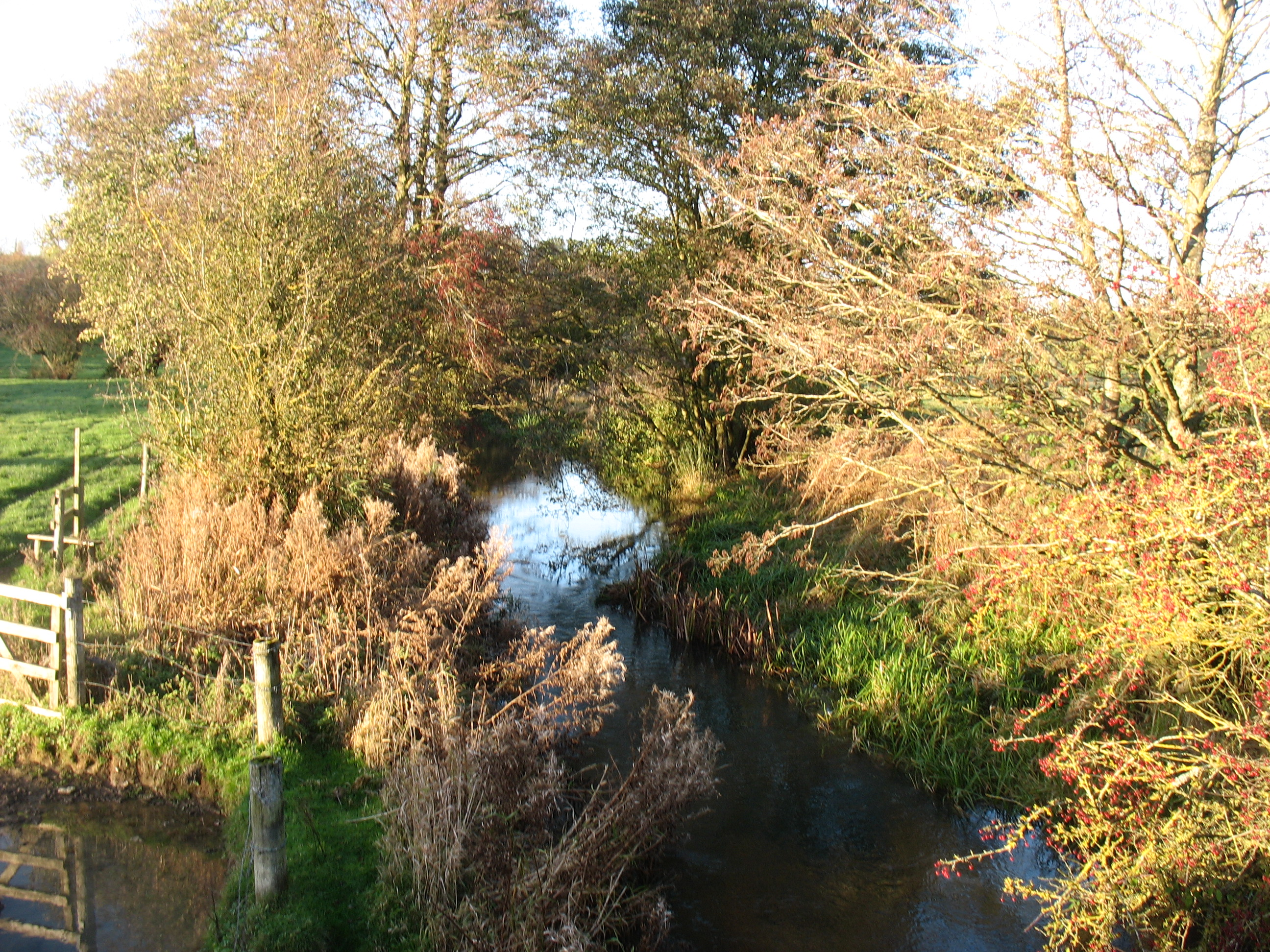
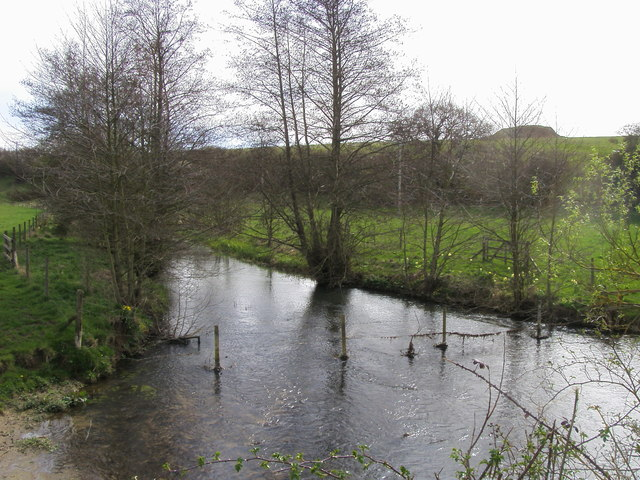
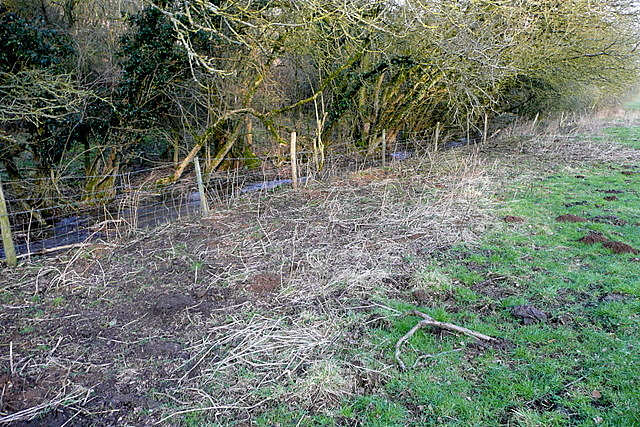
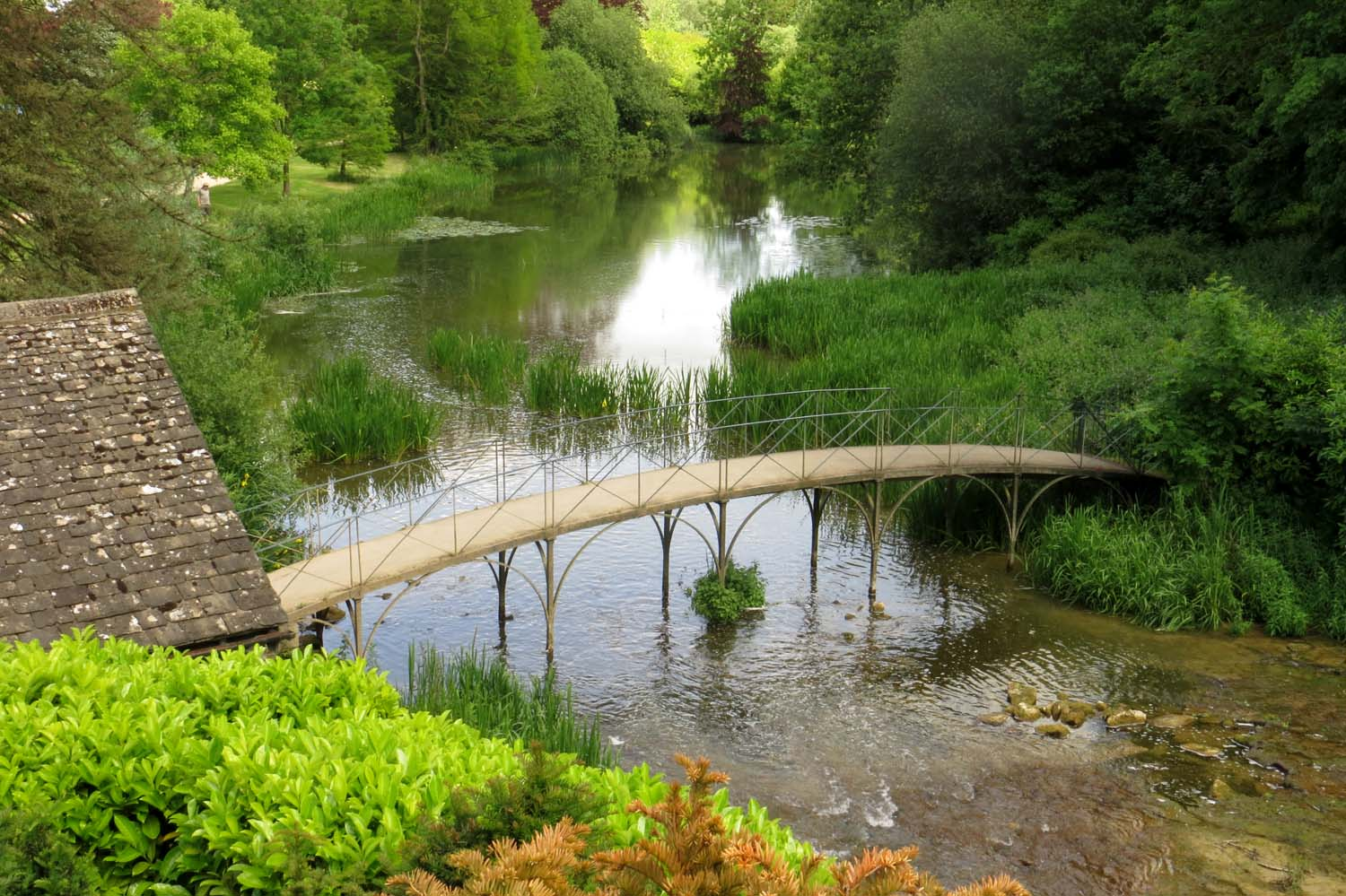
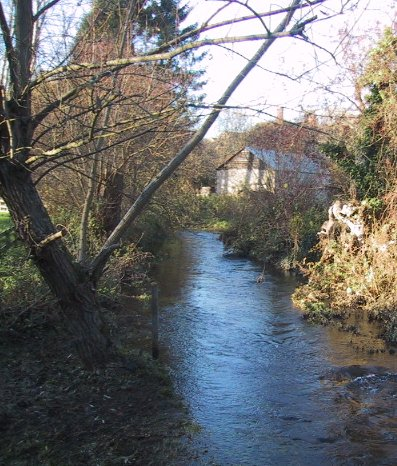
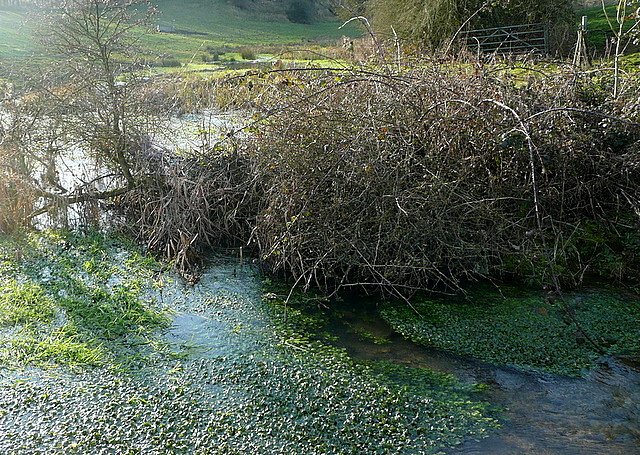
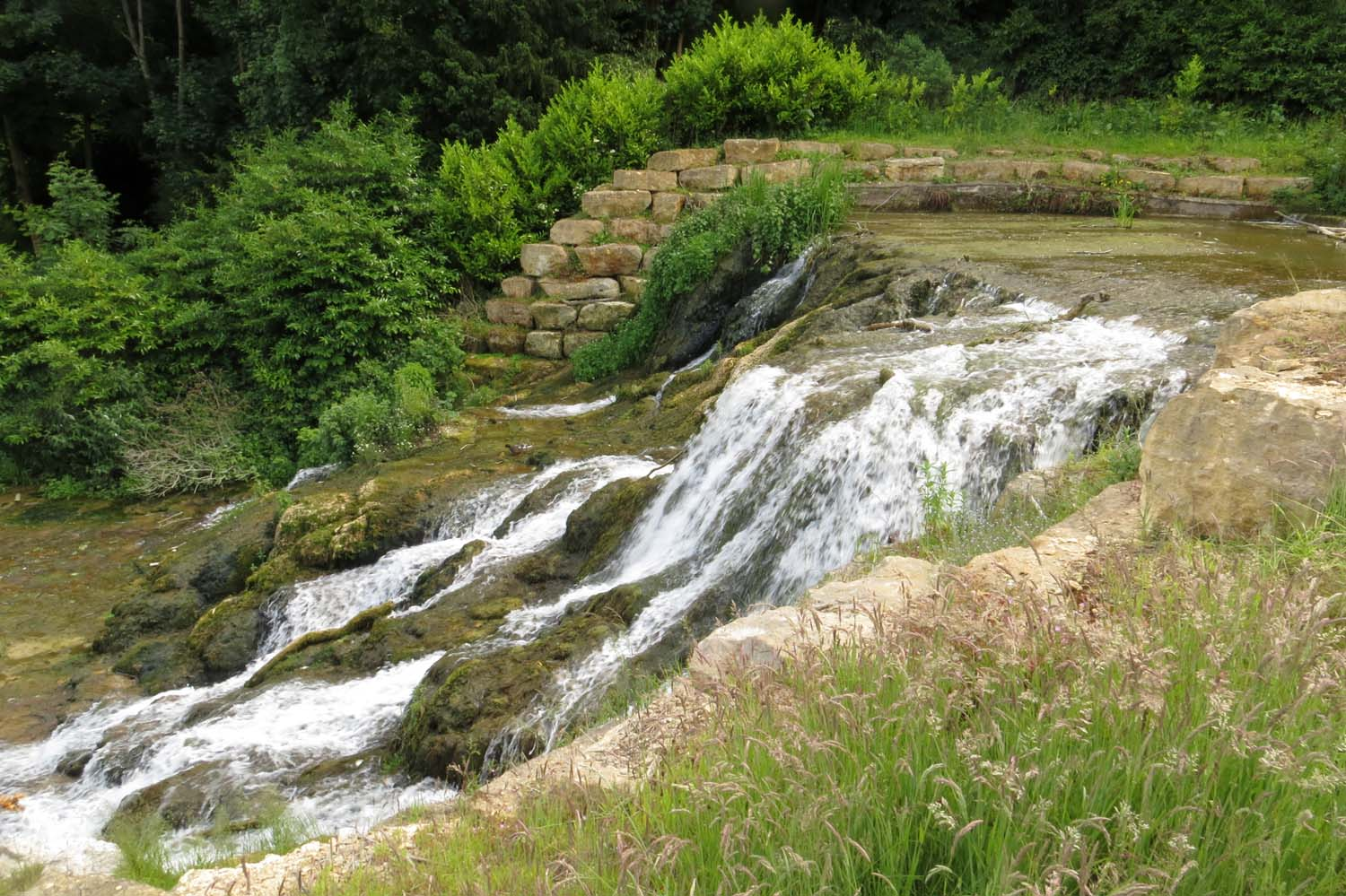
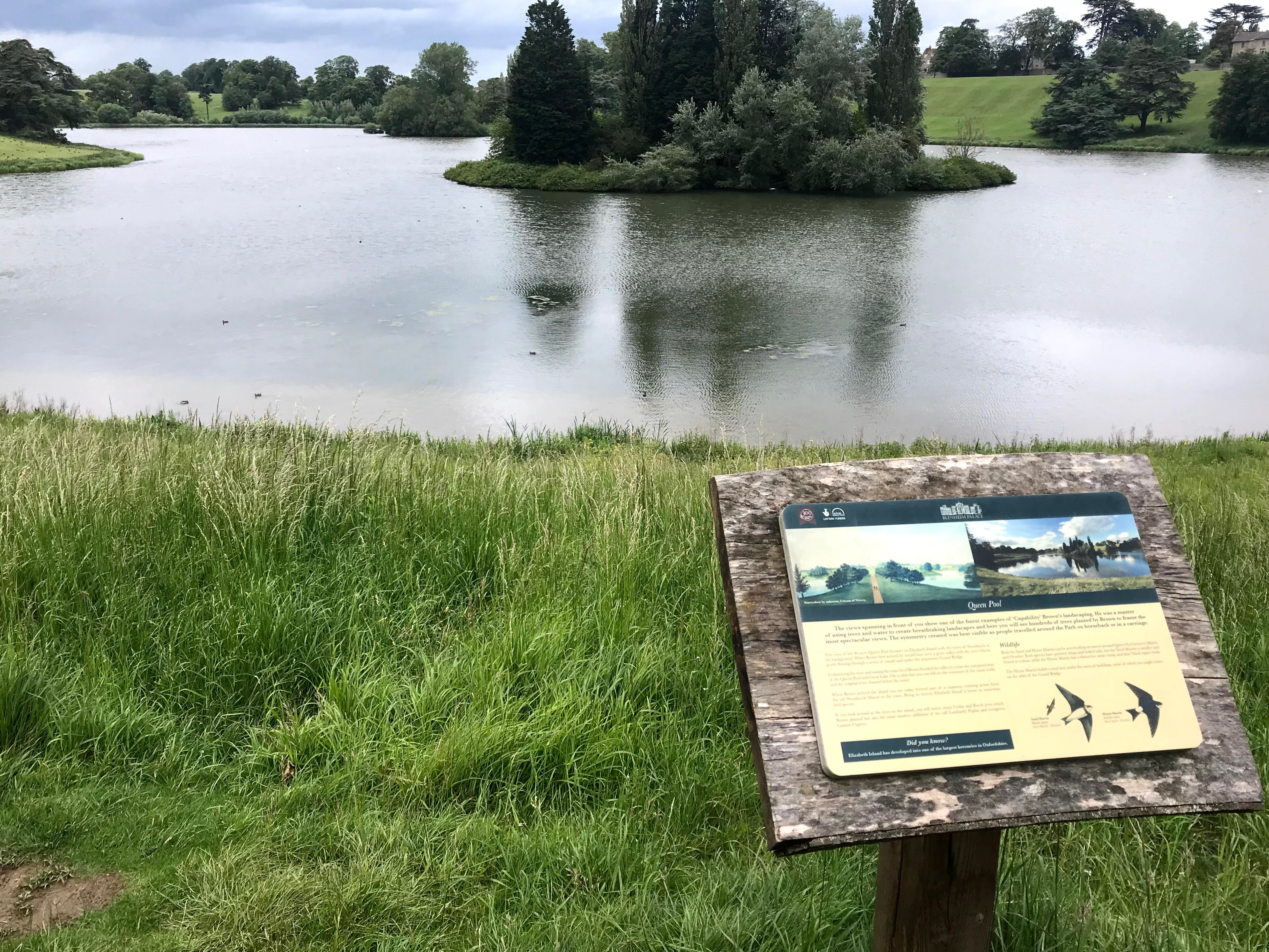
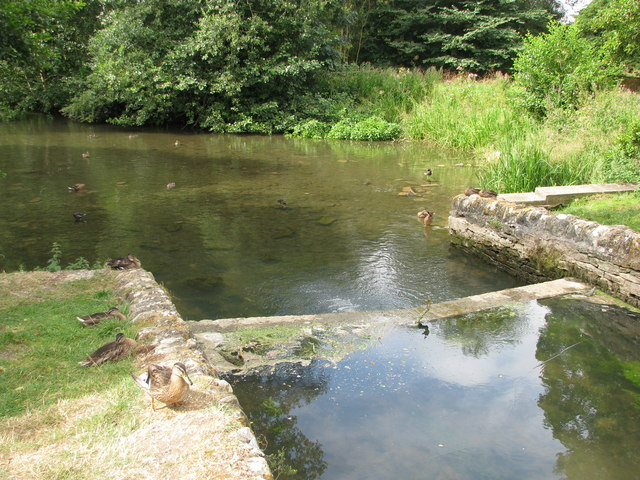